# Rodrigo Álvarez (wielrenner)
Rodrigo Álvarez Rodríguez (Burgos, 24 augustus 1999) is een Spaans wielrenner die in 2023 prof werd bij Burgos-BH.

## Carrière
Als amateur won Álvarez in 2021 de Circuito Guadiana. Een week later werd hij zevende in de Gran Premio de Primavera Ontur. Door zijn prestaties mocht hij vanaf augustus van dat jaar stage lopen bij Burgos-BH. Namens die ploeg nam hij deel aan de Arctic Race of Norway. In 2022 werd hij zeventiende in de door Paul Penhoët gewonnen wegwedstrijd op de Middellandse Zeespelen.
Na meerdere overwinningen in het Spaanse amateurcircuit werd Álvarez in 2023 prof bij de ploeg waar hij twee jaar eerder al stage had gelopen. Zijn eerste wedstrijd dat jaar was de Muscat Classic, die daags voor de Ronde van Oman werd verreden. Later dat jaar werd hij negende in een etappe in de Ronde van het Qinghaimeer.
In 2025 maakte Álvarez deel uit van de vroege vlucht in de eerste twee etappes van de Ronde van Oman. In de eerste etappe won hij de tussensprint in Al Amerat.

## Ploegen
- 2021 –  Burgos-BH (stagiair vanaf 1 augustus)
- 2023 –  Burgos-BH
- 2024 –  Burgos-BH
- 2025 –  Burgos Burpellet BH

Alleno · Álvarez · Angulo · Aparicio · Ardila (tot 23/8) · Barthe · Bol · Díaz · Ezquerra · Fagundez · M. Fernández · Franco · Fuentes · Langellotti · Madrazo · Mora (vanaf 9/5) · Navarro · Okamika · Orts · Pelegrí · Peñalver · Sánchez · Delgado (stagiair) · S. Fernandez (stagiair)
Alleno · Álvarez · Angulo · Aparicio · Bol · Bouglas · Chumil · Delgado · Díaz · Ezquerra · Fagundez · Fernandez · Franco · Fuentes · Gate · Jackson · Langellotti · Mora · Okamika · Pelegrí · Sainbayar · Vacek · Bennassar (stagiair) · Cabedo (stagiair) · Rey (stagiair)